# Ops
Pour les articles homonymes, voir Ops (homonymie).

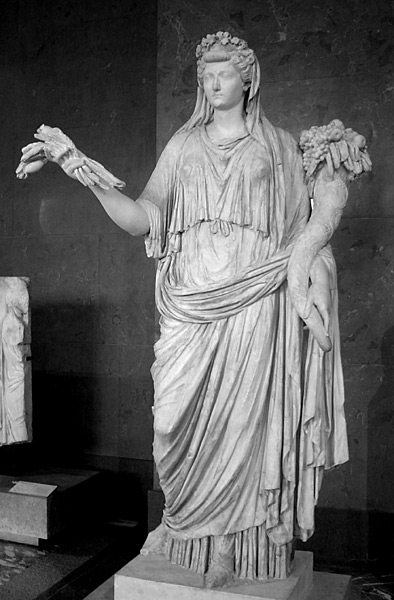
Livie représentée en Ops, Musée du Louvre, Paris.

Ops ou Opis (génitif : Opis) est la déesse romaine de l'Abondance. Elle est assimilée à Rhéa dans la mythologie grecque.
Déesse-Terre, elle est identifiée à Cybèle.

## Le culte
Ops était fêtée deux fois dans l'année[réf. nécessaire] :
- le 25 août, lors des Opiconsivia, proches des ferments des récoltes.
- le 19 décembre, lors des Opalia. Comme cette fête était trois jours après les Saturnales[2], la déesse était couramment associée à Saturne. Celui-ci étant identifié au Cronos grec, Ops fut identifiée à Rhéa, la compagne de Cronos.

Son lieu de culte le plus ancien était un sacrarium dans la Regia, ou ancien palais royal, où n'étaient admis à célébrer son culte que le pontifex maximus accompagné des Vestales. On y célébrait la fête des Opiconsivia en août[réf. nécessaire]. 
Plus tard, on lui érigea un temple sur le forum, dont la dédicace coïncidait avec la date des Opalia[réf. nécessaire].
Un troisième temple lui fut dédié sur le Capitole au début du IIe siècle avant notre ère. Il est attesté en 186.

C'est dans ce temple que Jules César déposa le fameux trésor de 700 millions de sesterces pillé par Marc Antoine pour les besoins de sa politique.

Sous Auguste, les matrones y célébraient les jeux séculaires et sous Domitien s'y réunit la confrérie des Arvales. Ce temple était plus spécialement en rapport avec la fête des Opiconsivia. 
À l'époque d'Auguste, en l'an 7, un autel double fut élevé au vicus Jugarius en l'honneur de Ceres Mater et d'Ops Augusta, peut-être avec une intention de flatterie à l'adresse de Livie, épouse d'Auguste, qui aimait à se faire représenter sous les traits de Rhéa Cybèle, la Magna Mater Idaea, que la piété des foules aimait à identifier avec Ops. On y sacrifiait le 23 août, lors des Volcanalia, sans doute pour sauvegarder les récoltes des incendies[réf. nécessaire].

## Les dépouilles opimes

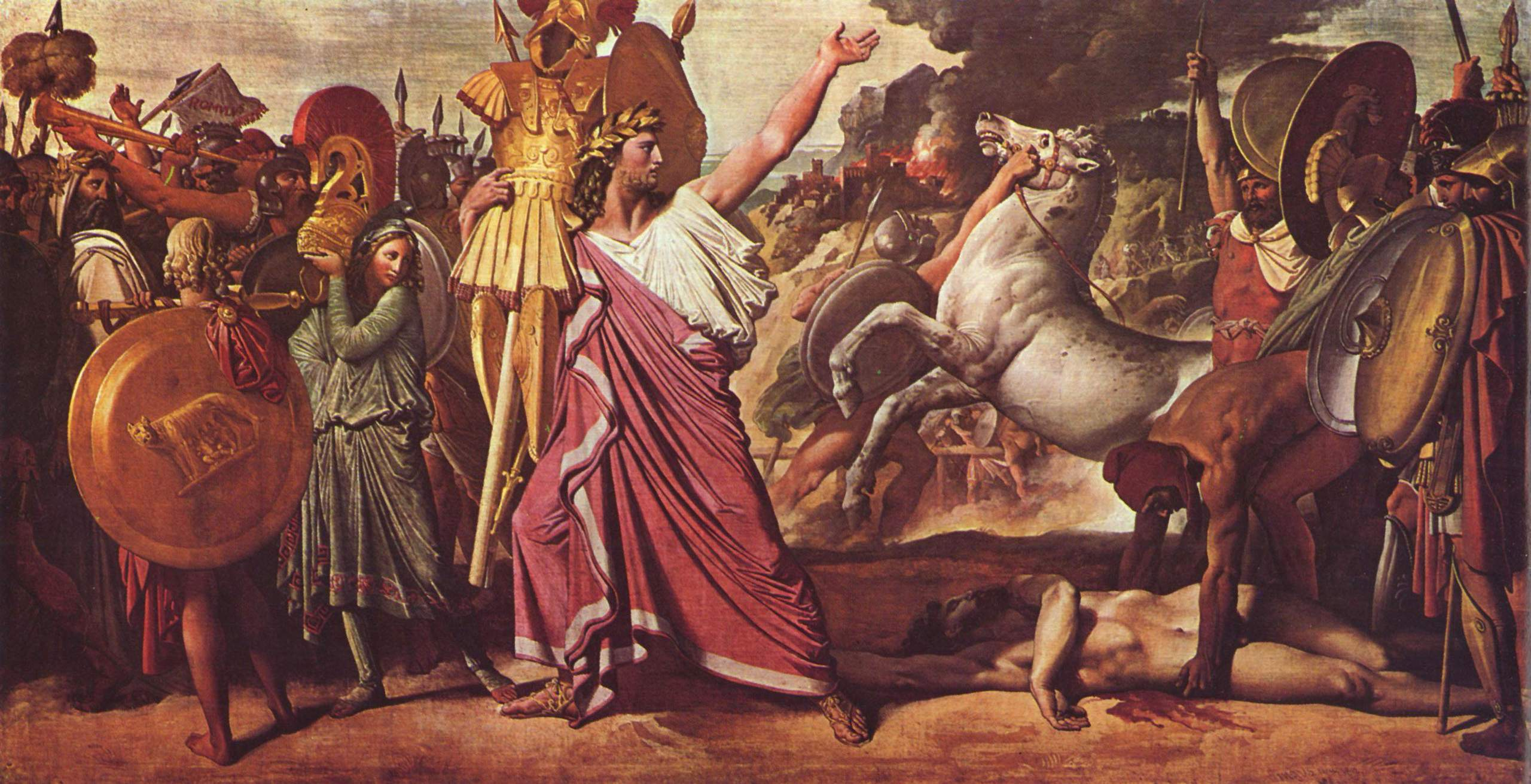
Romulus, vainqueur d'Acron, porte les dépouilles opimes au temple de Jupiter par Ingres (1812).

Les Spolia Opima (ou Opima Spolia) étaient l'armure, les armes et autres effets qu'un général romain prenait comme prix de sa victoire sur un commandant d'une armée ennemie après l'avoir vaincu de sa propre main.

Le rituel des cérémonies aurait été créé par le premier roi de Rome, Romulus. Le général victorieux fixait l'armure du vaincu à un tronc de chêne puis le portait lui-même en procession vers le Capitole où il le dédiait au temple de Jupiter Férétrien.
Cette cérémonie, extrêmement rare, n'a eu lieu que trois fois en 530 ans : 
- les premières dépouilles opimes furent enlevées par Romulus à Acron ;
- les secondes par le tribun militaire Aulus Cornelius Cossus à Lars Tolumnius, roi de Véies ;
- les troisièmes par M. Claudius Marcellus à Viridomaros chef des Insubres.

Elles furent toutes suspendues dans le temple de Jupiter Férétrien.

## Mentions chrétiennes
Opis est mentionnée par Augustin d'Hippone (saint Augustin), De civitate Dei (La Cité de Dieu), 4, 21. Dans ce passage, il souhaite clairement ridiculiser le paganisme.
- « Quid necesse erat Opi deae commendare nascentes, deo Vaticano uagientes, deae Cuninae iacentes, deae Ruminae sugentes, deo Statilino stantes, deae Adeonae adeuntes, Abeonae abeuntes; deae Menti, ut bonam haberent mentem, deo Volumno et deae Volumnae, ut bona uellent; diis nuptialibus, ut bene coniugarentur, diis agrestibus, ut fructus uberrimos caperent, et maxime ipsi diuae Fructeseae; Marti et Bellonae, ut bene belligerarent, deae Victoriae, ut uincerent; deo Honori, ut honorarentur, deae Pecuniae, ut pecuniosi essent, deo Aesculano et filio eius Argentino, ut haberent aeream argenteamque pecuniam ? »[7].
- « Était-il besoin de recommander à la déesse Opis l'enfant qui naît, au dieu Vaticanus l'enfant qui vagit, à la déesse Cunina l'enfant au berceau, à la déesse Rumina l'enfant qui tète, au dieu Statilinus les gens qui sont debout, à la déesse Adeona ceux qui nous abordent, à la déesse Abeona ceux qui s'en vont ? Pourquoi fallait-il s'adresser à la déesse Mens pour être intelligent, au dieu Volumnus et à la déesse Volumna pour posséder le bon vouloir, aux dieux des noces pour se bien marier, aux dieux des champs et surtout à la déesse Fructesea pour avoir une bonne récolte, à Mars et à Bellone pour réussir à la guerre, à la déesse Victoire pour être victorieux, au dieu Honos pour avoir des honneurs, à la déesse Pecunia pour devenir riche, enfin au dieu Asculanus et à son fils Argentinus pour avoir force cuivre et force argent ? ».

## Développements ultérieurs
Le nom de la déesse Ops a donné les adjectifs opulent, c'est-à-dire ce qui possède en abondance les biens de la terre, et également opimes dans les expressions victimes opimes (celles qui sont les plus grasses), choses opimes (celles qui sont magnifiques et considérables), ou encore dépouilles opimes, spolia opima.
Le nom Opalia a été repris par de nombreuses sociétés pour designer des marques de consommation[réf. nécessaire].